# Автобан A2 (Швейцарія)
Автобан A2 (Готардська автомагістраль) — автомагістраль у Швейцарії, що утворює головну вісь Швейцарії з півночі на південь від Базеля до К'яссо, звиваючись із легким дрейфом на схід. Вона лежить на Готардській осі і перетинає Альпи. Відкрита в 1955 році під назвою «Дорога Люцерн-південь», A2 є однією з найбільш завантажених автострад у Швейцарії.
Автомагістраль A2 виїжджає з Базеля на південь у напрямку Ольтен, Зурзе, Люцерн, Станс, Альтдорф, Ерстфельд, Гешенен, Айроло, Біаска, Беллінцона, Лугано та досягає К'яссо. Перетинається з автомагістралями A1, A8, A13 і A14.
Сен-Готтардський тунель лежить в центрі автомагістралі та є її кульмінаційною точкою. З максимальною висотою 1 175 метрів у найвищій точці тунелю автомагістраль A2 має найнижчу максимальну висоту серед будь-яких прямих доріг із півночі на південь через Альпи. Кілометрові затори часто зустрічаються на обох входах в тунель, але частіше на північному фланзі. Складність проїзду через тунель Сент-Готтард полягає в тому, що це автомагістральний тунель з однією смугою в кожному напрямку, але без центрального резервування. Наразі уряд Швейцарії вирішив модернізувати другий тунель у повний автомобільний тунель, щоб забезпечити необхідну реконструкцію першого автомобільного тунелю. Після завершення робіт на першому тунелі уряд Швейцарії планує використовувати одну смугу в кожному тунелі (рух у північному напрямку у новозбудованому тунелі, рух у південному напрямку в реконструйованому), щоб зберегти поточну загальну пропускну здатність тунелю відповідно до вимог з конституційною нормою Швейцарії, яка забороняє подальше зростання пропускної здатності через Альпи. За будь-якого варіанту реконструкція тривала б кілька років – один варіант перекинув би рух через перевал, інший пропонував завантажувати транспорт на потяги з новим терміналом, третій закривав би тунель на кілька місяців щороку протягом певного періоду часу. десятиліття. Усе це має свої недоліки, і використання другого тунелю було обрано як найкращий варіант для реконструкції. Подальше використання обох тунелів було предметом народного референдуму, який відбувся в лютому 2016 року, де це було схвалено. Фактична модернізація другого автомобільного тунелю триватиме з 2020 по 2027 рік за ціною 2,7 мільярдів франків на весь проект, включаючи наступну реконструкцію першого тунелю.
Поблизу Люцерна ця автомагістраль проходить через тунель Зонненберг, який донедавна був найбільшим у світі ядерним укриттям.